# Fariba Hajamadi
Fariba Hajamadi (* 1957 Isfahán) je íránská fotografka. Studovala na Západomichiganské univerzitě v Kalamazoo (1977–1980, BFA) a na Kalifornském institutu umění (1980–1982, MFA). Vystavovat začala ve druhé polovině osmdesátých let. V roce 1991 měla výstavu v Galerii Christine Burginové v New Yorku. Ve své tehdejší tvorbě kombinovala černobílé fotografie soch a dalších uměleckých děl s fotografiemi kostelů, muzeí a dalších budov. Dále vystavovala například v Paříži (Galerie Laage-Salomon), Miláně (Galleria Transepoca) a Chicagu (Rhona Hoffman Gallery). Od roku 2002 pořádala kurzy na Bergen Community College.